# 瓦尔法布里卡
瓦尔法布里卡（義大利語：Valfabbrica），是意大利佩鲁贾省的一个市镇。总面积92.06平方公里，人口3544人，人口密度38.5人/平方公里（2009年）。ISTAT代码为054057。